# Évêque de Hexham

Carte des diocèses d'Angleterre avant les invasions vikings.

L'évêque de Hexham est un évêque anglo-saxon qui siège à Hexham.

## Histoire
Le diocèse de Hexham est créé en 678 à partir du diocèse d'York, et son premier titulaire est Eata. Le dernier, Tidfrith, meurt en 821 sans être remplacé. La raison de la disparition de l'évêché de Hexham reste incertaine. Son territoire est par la suite rattaché à l'évêché de Lindisfarne.
Un diocèse catholique de Hexham est recréé en 1850. Il prend le nom de diocèse de Hexham et Newcastle en 1861.

## Liste des évêques de Hexham
| Début       | Fin       | Nom              | Remarques                                             |
| ----------- | --------- | ---------------- | ----------------------------------------------------- |
| 678         | 681       | Eata             | Abbé de Lindisfarne, également évêque de Lindisfarne. |
| 681         | 684       | Tunberht         | Abbé de Gilling. Déposé par l'archevêque Théodore.    |
| 684         | 685       | Cuthberht        | Transféré à Lindisfarne.                              |
| 685         | 685 × 686 | Eata             | Rétabli. Considéré comme saint.                       |
| 687         | 706       | Jean de Beverley | Transféré à York. Considéré comme saint.              |
| 706         | 710       | Wilfrid          | Ancien évêque d'York. Considéré comme saint.          |
| 710         | 731       | Acca             | Considéré comme saint.                                |
| 734         | 766       | Frithubeorht     | Mort le 23 décembre 766.                              |
| 767         | 780 × 781 | Alchmund         | Considéré comme saint.                                |
| 780 × 781 ? | 789       | Tilberht         |                                                       |
| 789         | 797       | Æthelberht       | Transféré depuis Whithorn. Mort le 16 octobre 797.    |
| 797         | 800       | Heardred         |                                                       |
| 800         | 813       | Eanberht         |                                                       |
| 813         | 821       | Tidfrith         |                                                       |
| Sources :   |           |                  |                                                       |

Portraits des sept évêques canonisés à l'abbaye de Hexham :
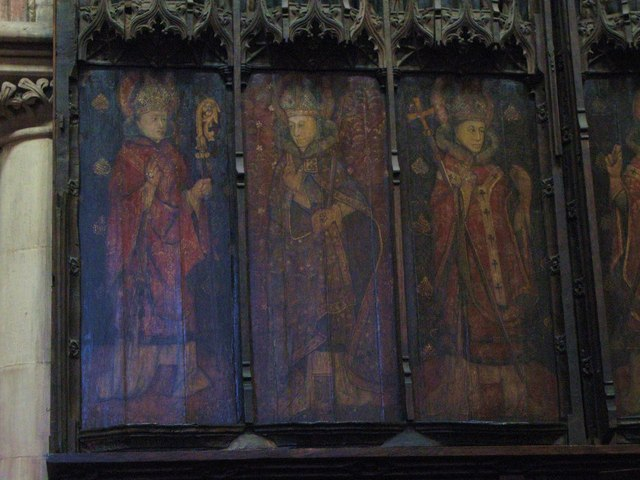
Alchmund, Eata et Wilfrid
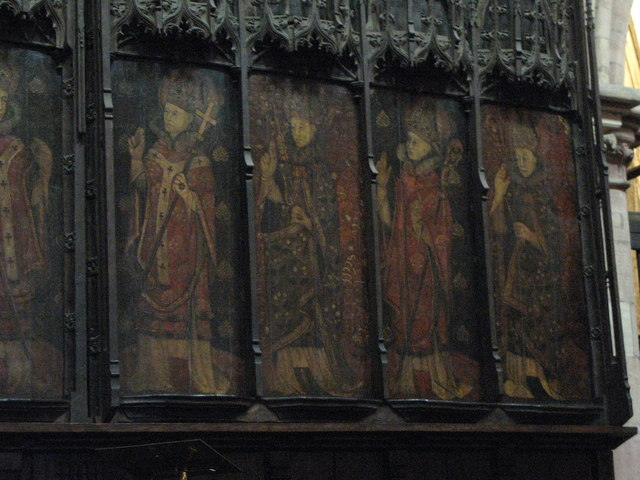
Jean de Beverley, Acca, Frithuberht et Cuthberht